# Линхардт, Годфри
Рональд Годфри Линхардт (англ. Ronald Godfrey Lienhardt; 17 января 1921, Брадфорд, Уэст-Йоркшир, Англия, Британская империя — 9 ноября 1993) — британский антрополог, бывший преподаватель Африканской социологии Оксфордского университета, известен полевыми исследованиями нилотских народов Судана.

## Биография
Родился в Брадфорде (Западный Йоркшир). В 1939 году поступил в Кембриджский университет. Под влиянием Эдварда Эванс-Притчарда увлёкся антропологией. Во время полевых исследований с 1947 по 1950 год находился среди народа динка, родственного народу нуэр, которым занимался Эванс-Причард. С 1952 по 1954 год жил среди другого нилотского народа ануак. Результатом исследований стала публикация основного научного труда посвященного религии динка